# Tom Brier
Tom Brier (Oakdale, 3 ottobre 1971) è un pianista e compositore statunitense di genere ragtime.

## Biografia
Tom Brier è nato a Oakdale, in California. All'età di quattro anni, i suoi genitori gli comprarono un pianoforte meccanico. Ben presto Tom iniziò a suonare ad orecchio le canzoni che ascoltava. All'età di cinque anni, Brier iniziò a prendere lezioni di piano con un insegnante locale. Dopo il Liceo, Brier si iscrisse alla California State University di Turlock, laureandosi in Information Technology nel 1993. Da allora, ha lavorato alla contea di Sacramento come programmatore e designer. Insieme al suo lavoro, compone musica per pianoforte e si esibisce in molti eventi musicali.

## Carriera
Nel 1985 Brier sollevò l'interesse del Presidente dell'Associazione Ragtime di Sacramento. Brier fu quindi invitato alle riunioni dell'associazione. Le esecuzioni particolari di Brier dei classici del Ragtime attirarono l'attenzione generale degli addetti ai lavori; in particolare, fu acclamato per la profonda conoscenza delle composizioni primordiali del genere. Brier si è esibito principalmente negli eventi musicali di Ragtime sulla costa occidentale degli Stati Uniti. Ad esempio, si è esibito per la prima volta al West Coast Ragtime Festival nel 1989. Si è esibito a Sedalia, nel Missouri, a Phoenix, in Arizona e ad Indianapolis. La sua prima composizione originale di Ragtime venne da lui ideata all'età di 11 anni nel 1982. Al 2006, aveva all'attivo più di 150 composizioni. Da allora, la produzione ha raggiunto e superato oltre 200 composizioni, la cui metà sono pezzi di Ragtime. La produzione di Brier copre una vasta gamma di sottospecie del Ragtime e di stili coevi (ad esempio il Ragtime classico, lo Stride Piano, il Fox Trot). Ha lavorato anche con diversi compositori, come Eric Marchese, Neil Blaze, Gil Lieberknecht e Kathi Backus).
Egli deve gran parte della sua popolarità presso il grande pubblico ad una serie di video pubblicati su YouTube a partire dal 2008 in cui si esibisce, in modalità Sight-Reading (ossia suonando a prima vista), in rivisitazioni in chiave Ragtime delle colonne sonore di svariati videogiochi, in particolar modo quelli della serie di Super Mario, raccogliendo milioni di visualizzazioni.
Il 6 agosto 2016 viene coinvolto in un terribile incidente automobilistico: una Chevrolet Silverado ha colpito violentemente la parte posteriore della sua vettura, sbalzandolo verso il parabrezza. Nell'impatto, Brier ha riportato, tra le altre cose, gravi danni neurologici. Rimasto in coma per qualche tempo, viene da allora seguito da un'equipe di medici che si stanno occupando del recupero delle sue facoltà vocali e fisiche, gravemente compromesse dall'impatto.

## Discografia

### Album
- Rising Star (1994)
- Generic (1997)
- Pianola (2000)
- Dualing at the McCoys (2002) – con Nan Bostickin
- Skeletons (2003)
- Rewind (2006)
- Blue Sahara (2009)